# Guldbandtetra
Guldbandtetra (Creagrutus beni) är en fiskart som beskrevs av Eigenmann, 1911. Guldbandtetra ingår i släktet Creagrutus och familjen Characidae. Inga underarter finns listade i Catalogue of Life.